# Warlubie (gmina)
Warlubie est une gmina rurale du powiat de Świecie, Couïavie-Poméranie, dans le centre-nord de la Pologne. Son siège est le village de Warlubie, qui se situe environ 23 km au nord-est de Świecie, 62 km au nord de Toruń, et 67 km au nord-est de Bydgoszcz.
La gmina couvre une superficie de 200,97 km2 pour une population de 6 473 habitants.

## Géographie
La gmina inclut les villages de Bąkowo, Bąkowski Młyn, Błądziewno, Blizawy, Borowy Młyn, Borsukowo, Bursztynowo, Buśnia, Bzowo, Ciemny Las, Dębowo, Górna Buśnia, Grabowa Góra, Jeżewnica, Komorsk, Krusze, Krzewiny, Kurzejewo, Kuźnica, Lipinki, Mątasek, Nowa Huta, Płochocin, Płochocinek, Przewodnik, Rulewo, Rybno, Rynków, Średnia Huta, Stara Huta, Warlubie, Wielki Komorsk et Zamczyska.
La gmina borde les gminy de Dragacz, Jeżewo, Nowe, Osie et Osiek.